# 32 d'Aquari
32 d'Aquari (32 Aquarii) és una estrella de la Constel·lació d'Aquari. La seva magnitud aparent és 5,29. Segons la Base de dades SIMBAD és una binaria espectroscòpica.